# Hernanes
Anderson Hernanes de Carvalho Viana Lima (* 29. května 1985 Recife), známý také jako Hernanes, je bývalý brazilský profesionální fotbalista, který hrával na pozici ofensivního záložníka. Svoji hráčskou kariéru ukončil v květnu 2022; naposledy hrál za Sport Club do Recife. Mezi lety 2008 a 2014 odehrál také 27 utkání v dresu brazilské reprezentace, ve kterých vstřelil 2 branky.

## Klubová kariéra
Na konci ledna 2014 přestoupil z SS Lazio do Interu Milán.

## Reprezentační kariéra
V A-mužstvu Brazílie debutoval 26. 3. 2008 v přátelském zápase proti Švédsku (výhra 1:0), dostal se na hřiště v 64. minutě.
Trenér Luiz Felipe Scolari jej vzal na Mistrovství světa 2014 v Brazílii. Brazilci obsadili konečné čtvrté místo a zůstali bez medaile.